# 布里卡半岛

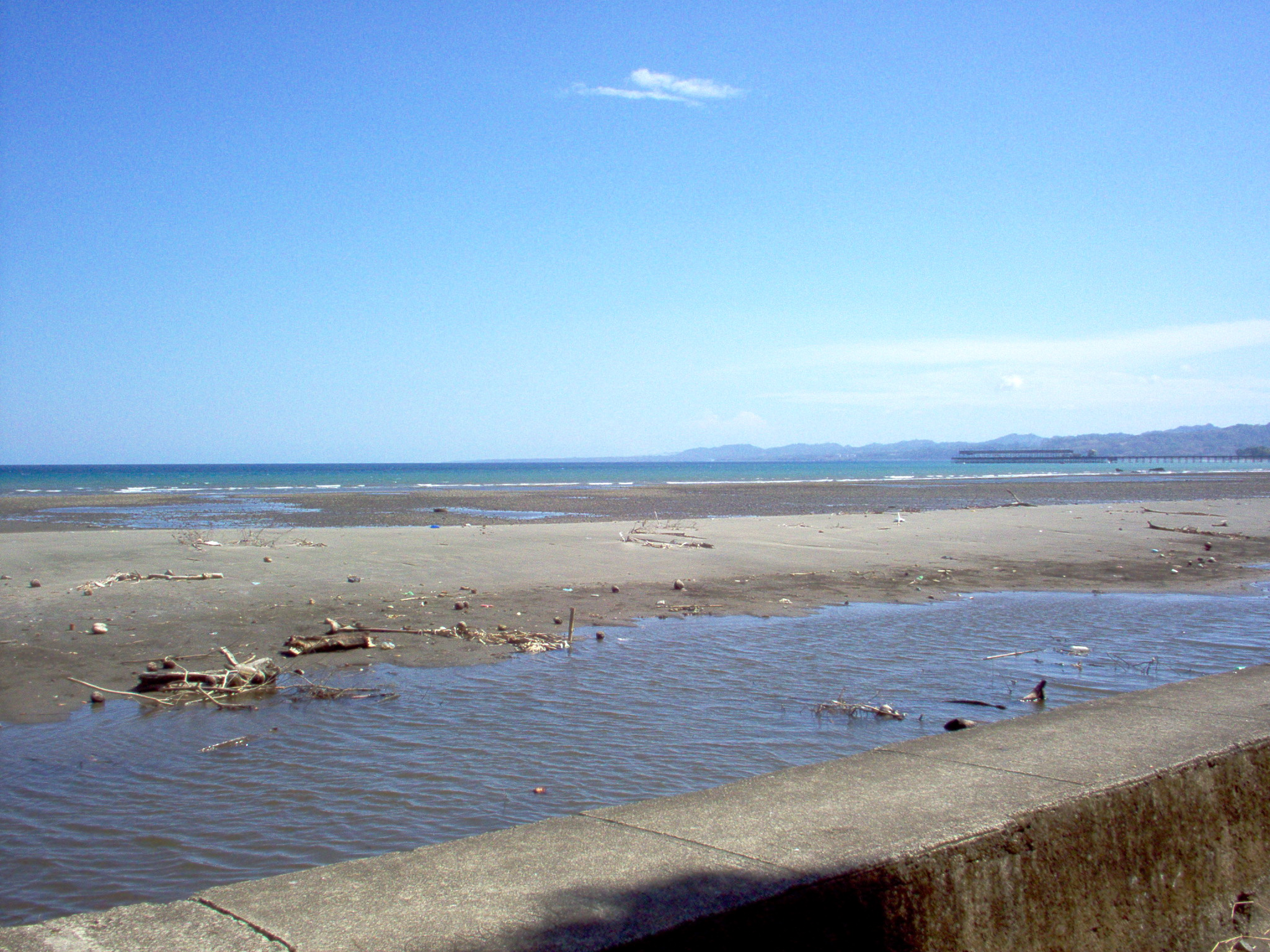
巴拿马一侧的布里卡

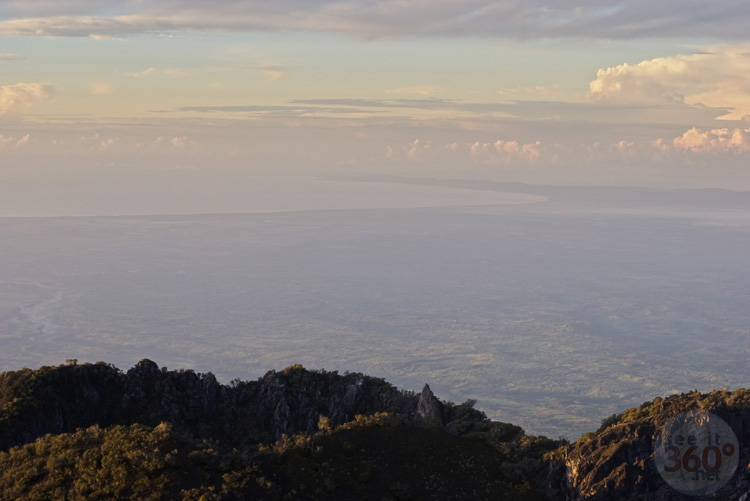
从巴鲁火山观看布里卡半岛

布里卡半岛（英語：Peninsula Burica）是中美洲太平洋沿岸的一个半岛，东侧属于巴拿马，西侧属于哥斯达黎加，其最南端为布里卡角。